# جامعه‌شناسی صوری
جامعه‌شناسی صوری به گونه‌ای از جامعه‌شناسی خرد گفته می‌شود که توسط جامعه‌شناس کلاسیک آلمانی، گئورگ زیمل ابداع شد.
جامعه‌شناسان کلاسیک قرن نوزده هر یک شیوه‌ای متمایز و رویکردی خاص به جامعه و علم جامعه‌شناسی داشته‌اند. نگرش پوزیتیویستی دورکیم، رویکرد تفهمی ماکس وبر، درک دیالکتیک مارکس و چشم‌انداز صورت‎گرای زیمل، هر یک منجر به پارادایم‌های خاصی در حوزهٔ جامعه‌شناسی می‌شوند که در مکاتب جامعه شناختی قرن بیست مشهود است.
زیمل از زمره جامعه‌شناسانی است که با اقبالی کمتر از دیگر جامعه‌شناسان معاصرش در اروپا مواجه شد؛ هر چند بیش از آنان در جامعه‌شناسی آمریکا به ویژه مکتب شیکاگو مورد توجه قرار گرفت؛ چنانچه پیشگامان جامعه‌شناسی آمریکایی نظیر پارک حامل میراث علمی زیمل به جامعه‌شناسی این کشور بوده‌اند. با این وجود تکثر و تنوع مطالب و موضوعات مورد علاقه زیمل باعث گردیده تا نسبت دادن سبک و شیوه‌ای معین در مطالعه جامعه‌شناسی به او دشوار باشد و حتی وی را سنت گریز تلقی کنند.

## رویکردها
زیمل سه رویکرد به جامعه‌شناسی را معرفی می‌کند:
1. جامعه‌شناسی صوری که به سطح خرد تعلق دارد و به ترکیب متغیرهای روانی با صورتهای تعامل که با انواع(types) افراد درگیر در تعامل سر و کار دارد؛ نظیر فرمانبری، مبادله، تضاد، و رقابت، خست، ول‎خرجی، غریبه و....
2. جامعه‌شناسی عمومی که به سطح میانی تعلق دارد و به محصولات فرهنگی اجتماعی تاریخ انسان می‌پردازد. در این رویکرد توجه به امور وسیع‎تر نظیر گروه، ساختار، تاریخ جوامع و فرهنگ‎ها صورت می‌گیرد.
3. جامعه‌شناسی فلسفی که به سطح کلان تعلق دارد و موضوع آن سرشت و طبیعت نوع بشری است.[۲]